# Kalmelõpp
Kalmelõpp, auch Unguma lõpp, ist ein natürlicher See in der Landgemeinde Saaremaa im Kreis Saare auf der größten estnischen Insel Saaremaa. Der See liegt beim Dorf Unguma im Kahtla-Kübassaare hoiuala.
Der See ist 280 Meter lang, 170 Meter breit und 3,1 Hektar groß.